# Rue du Paon (Strasbourg)
Pour les articles homonymes, voir Rue du Paon.
La rue du Paon (en alsacien : Pfauegass) est une voie de Strasbourg rattachée administrativement au quartier Gare - Kléber, qui va de la rue de l'Épine à la rue de la Division-Leclerc. C'est une zone piétonne.

## Toponymie

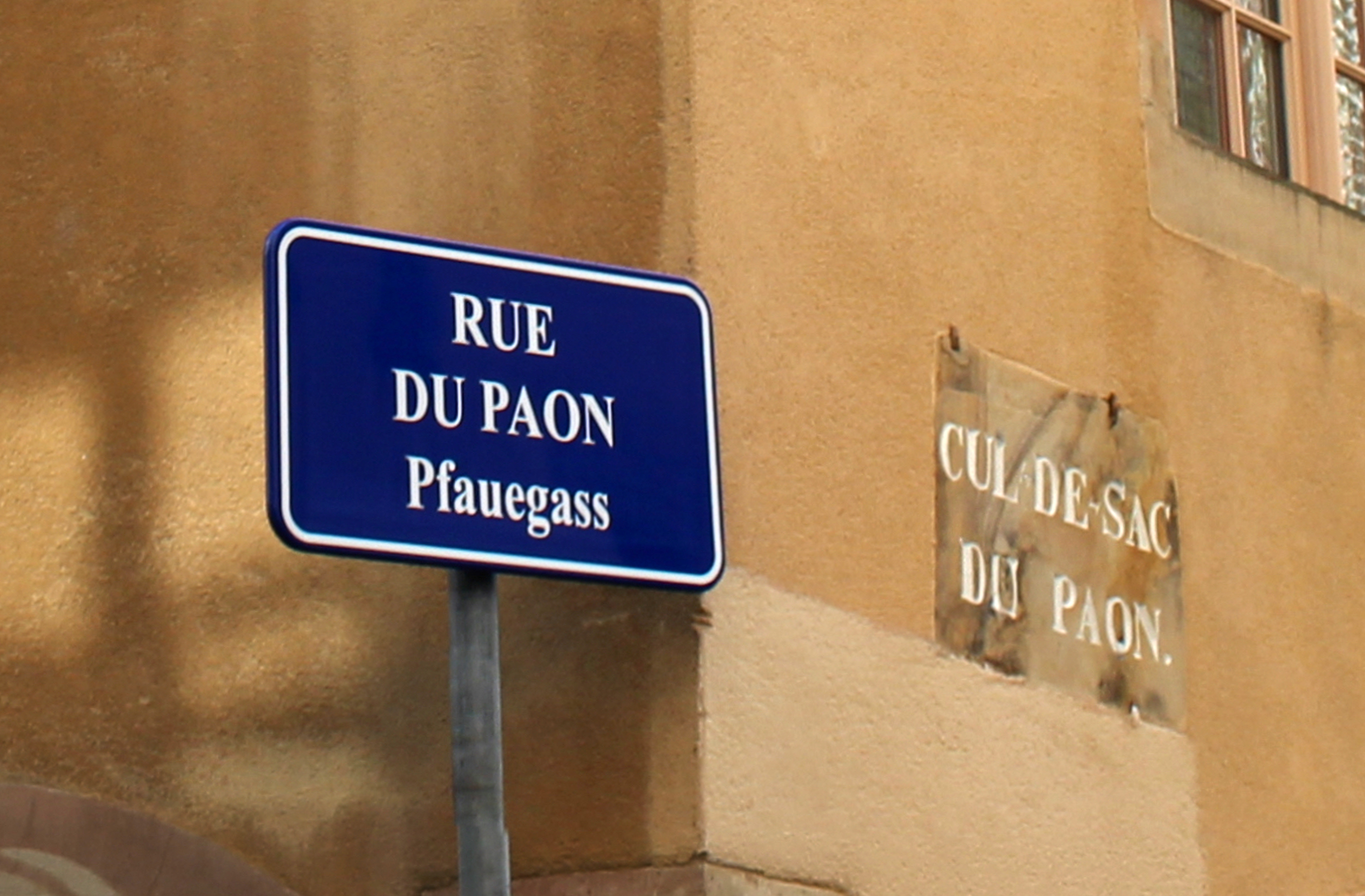
Plaque bilingue (français/alsacien) et ancienne plaque.

La rue a connu différentes dénominations, en allemand ou en français : Vicus zu dem Pfawen (1318), Pfauengesselin (1528, 1585), ruelle de Pie (1794), cul-de-sac du Paon (1818), rue du Paon (1823, 1956), impasse du Paon (1856, 1918, 1945), Pfaugässchen (1870, 1940).
Selon Adolphe Seyboth, la référence à un paon date du début du XIVe siècle. C'est ensuite le nom d'une auberge (Zu dem Pfowen). Un paon peint sur le mur d'une maison est signalé en 1569.
Des plaques de rues bilingues, à la fois en français et en alsacien, ont été mises en place par la municipalité à partir de 1995. C'est le cas de la Pfaugass.

## Histoire
Les différentes observations effectuées dans l'impasse du Paon et les rues avoisinantes ont révélé la présence de quelques murs anciens qui appartiennent en général à l'époque médiévale. L'un d'eux, doté d'une niche, pourrait remonter à l'Antiquité tardive, mais il n'y a pas de certitude en l'état actuel de la recherche.
Attestée dès le XIVe siècle, la ruelle est restée une voie sans issue (« cul-de-sac », « impasse ») pendant plusieurs siècles.
Après la Grande-Percée qui transforme profondément la ville dans l'entre-deux-guerres, les lendemains de la Seconde Guerre mondiale voient s'intensifier le processus de modernisation. Reconstructions, remaniements et réinventions se succèdent. Dans ce quartier, Jean Clément, directeur départemental de la construction, et l'architecte-urbaniste Charles-Gustave Stoskopf, qui souhaitent mettre en scène le paysage urbain le long de la Grande-Percée, décident de déboucher l'impasse du Paon et de l'ouvrir sur la récente rue de la Division-Leclerc, générant ainsi une nouvelle perspective sur la cathédrale et une ancienne maison à pignon crénelé.

## Bâtiments remarquables

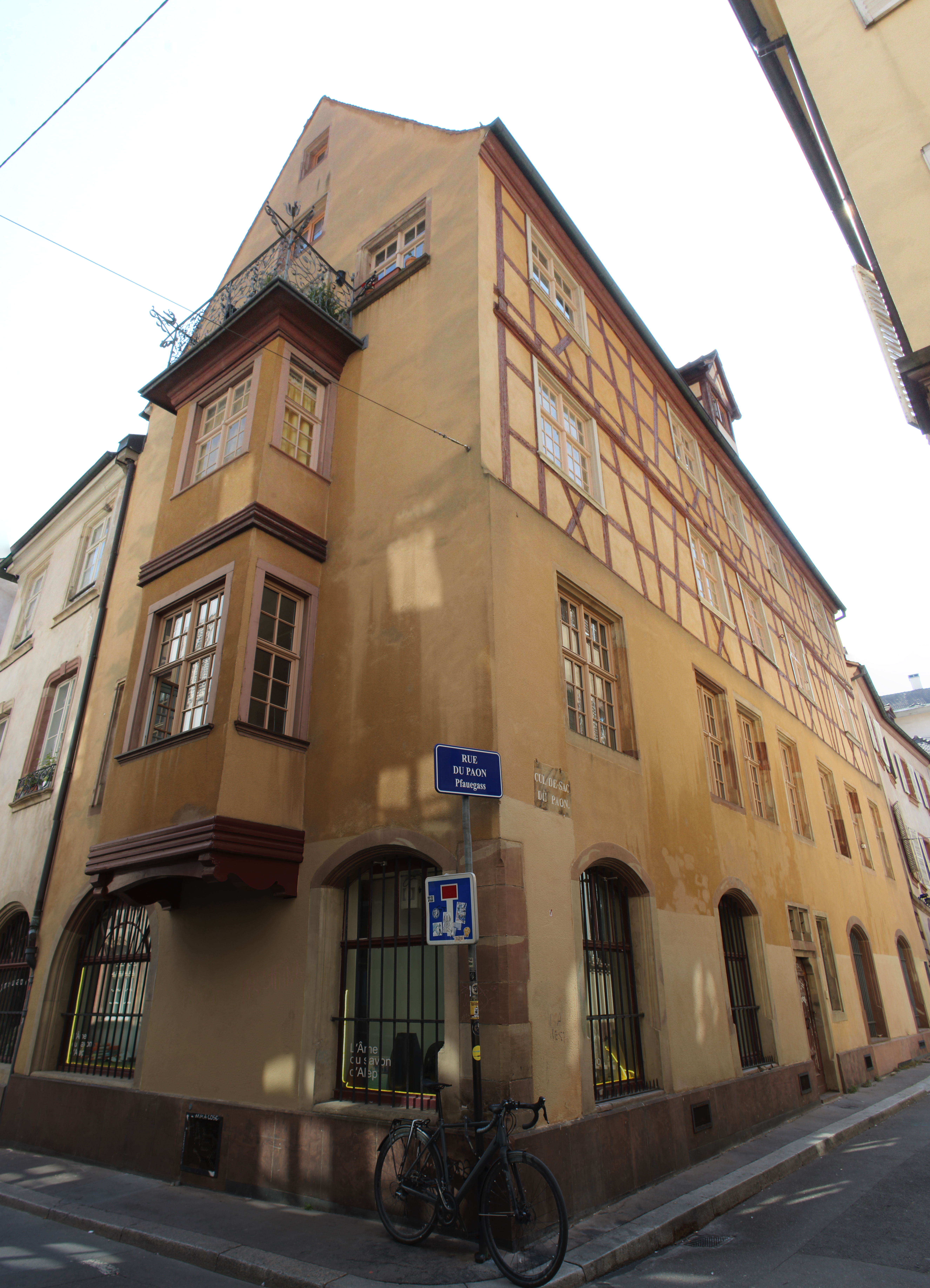
Maison à l'angle de la rue de l'Épine (2019).

- no 1 : Des éléments, dont l'oriel, du no 5 de la rue de l'Épine, qui se situe à l'angle méridional de cet édifice, font l'objet de plusieurs inscriptions au titre des monuments historiques depuis 1929[6], mais l'entrée de celui-ci se trouve dans la rue du Paon. Sur cette façade, les fenêtres des étages sont réparties de façon symétrique, sept fenêtres au premier étage et cinq aux deux étages supérieurs. Au XIXe siècle, le rez-de-chaussée est doté de trois fenêtres, de deux portes ordinaires et d'une porte large. Les ouvertures ont été modifiées en 1922 pour aménager un bureau et un garage à voitures[7].
- no 4 : Au XVIIIe siècle, l'auberge Alt Post / Zur alten Post (« À la Vieille Poste »), qui se trouve à cet endroit, figure sur la liste des 14 établissements autorisés à accueillir des Juifs pour la nuit, alors que, parmi les nombreux interdits qui pèsent sur eux, ils doivent quitter la ville le soir au moment de la fermeture des portes[8].
Mentionnée en 1730, l'auberge est reprise par des hôteliers, puis entièrement reconstruite en 1770. En 1798, elle possède une écurie pouvant accueillir 30 chevaux[2].

- La maison du fond de l'ancienne impasse (avant la Grande-Percée) abritait une boulangerie mentionnée en 1302 et qui subsiste jusqu'au milieu du XIXe siècle. Un ancien puits public se trouvait à proximité[9].